# Saulorn (Hohenau)
Saulorn ist ein Gemeindeteil der Gemeinde Hohenau im Bayerischen Wald, Landkreis Freyung-Grafenau. Der Ort hat etwa 300 Einwohner.

## Lage
Das Dorf Saulorn liegt im Naturpark Bayerischer Wald zwischen den beiden Städten Freyung und Grafenau gut zwei Kilometer südöstlich von Hohenau.

## Geschichte
Die erste urkundliche Erwähnung des Dorfes geht auf das Jahr 1353 zurück. Der Ort wurde unter dem Namen „Saularn“ kurz nach dem Bau der Burg Wildenstein genannt, als er mit anderen Gütern an den Bischof Gottfried von Passau verkauft wurde. Damals soll das Gut aber schon länger bestanden haben. 1401 wurden die Buchbergermühle und der Ort erneut erwähnt. 1535 wurde das Gut mit anderen an Herzog Ernst verkauft. Nach weiteren Verkäufen kam Saulorn 1592 an das Hochstift Passau und später an die Herrschaft Wolfstein. 1609 gab es bereits sechs steuerbezahlende Anwesen.
Die Bayerische Uraufnahme zeigt Saulorn in den 1810er Jahren mit fünf Herdstellen. Die Anwesen sind Vierseithöfe und haben allesamt stattliche Wirtschaftsflächen.

In Saulorn ist keine historische Bausubstanz erhalten geblieben, unter Denkmalschutz steht die Innenausstattung der modernen Kapelle in der Dorfmitte. 

## Vereine/Gruppierungen
- Waldschützen Verein
- Holzschuhnägelpfeiffer (HSNP)
- Theatergruppe
- Mane Buam (Stammtisch)
- Fischerverein
- Bayerwaldlöwen

## Regelmäßige Veranstaltungen
- Maibaumaufstellen
- Wasservogelsingen
- Theateraufführungen
- Ratschen
- Wolfaustreiben
- Sonnwendfeuer
- Oktoberfest Saulorn

## Sonstiges

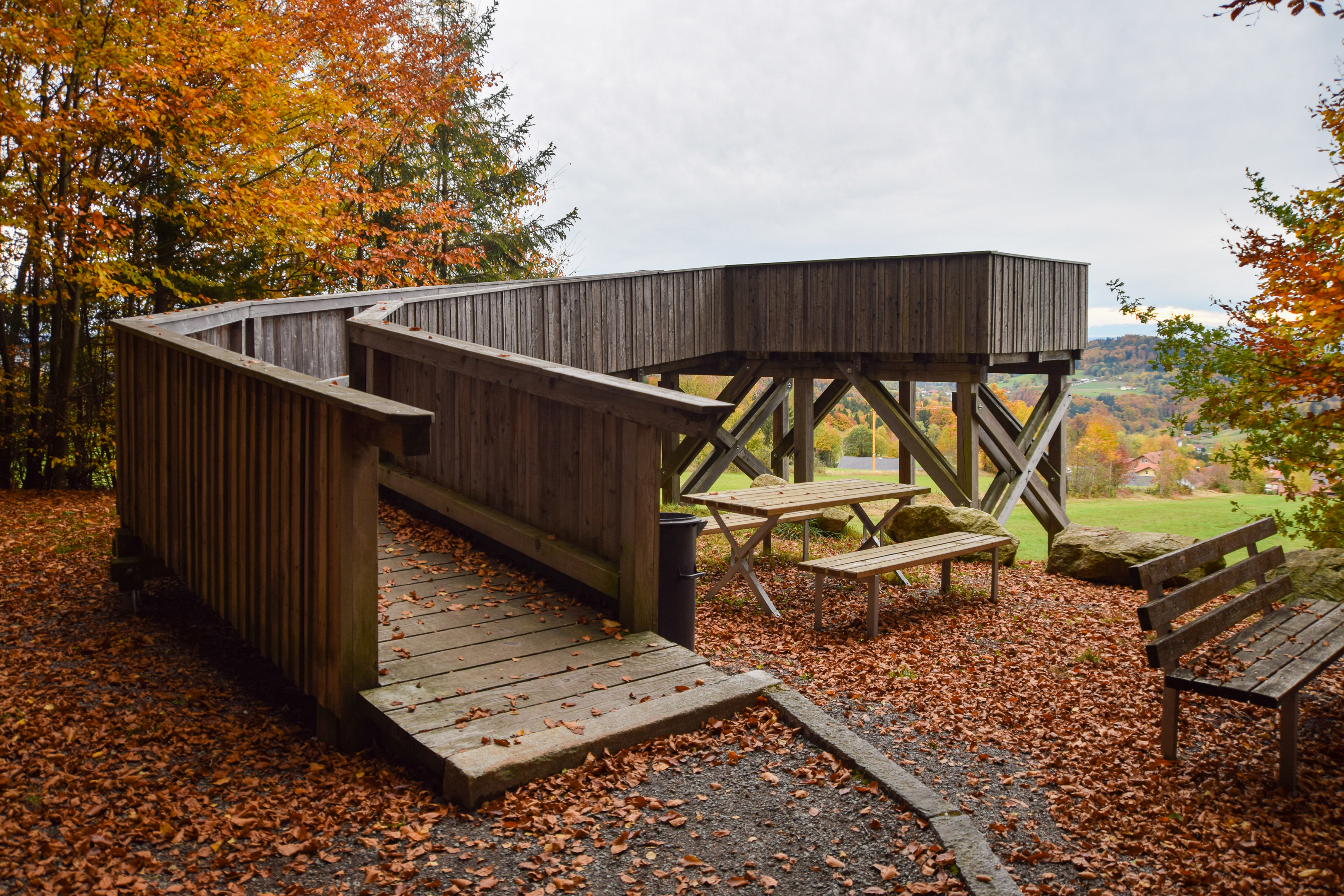
Die Aussichtsplattform am Ortsrand von Saulorn

In Saulorn gibt es ein Gasthaus, einen Bolzplatz (Spielplatz) und eine Kapelle (Kirchenbau). Bei Saulorn befindet sich eine Aussichtsplattform mit Alpenpanorama bei Fernsicht, ein Naturbad und einen Bienenlehrpfad (Wanderweg).